# مایک لی (سیاستمدار)
مایکل شاموِی «مایک» لی (به انگلیسی: Michael Shumway "Mike" Lee) (زادهٔ ۴ ژوئن ۱۹۷۱) سیاستمدار و وکیل آمریکایی و سناتور جوانترِ ایالات متحده از ایالت یوتا و عضو حزب جمهوری‌خواه است.
پدر او، رکس لی، سلیسیتر کل ایالات متحده در دورهٔ رئیس‌جمهور رونالد ریگان و رئیس مؤسس مدرسهٔ روبن کلارک حقوق دانشگاه بریگم یانگ بود. او تا انتخاب کریس مرفی جوان‌ترین سناتور کنونیِ ایالات متحده بود.
در سال ۲۰۱۰، در آغاز جنبش تی پارتی، لی سناتور وقت جمهوری‌خواه از یوتا، باب بنت را به چالش کشید و در انتخابات مقدماتی حزب جمهوریخواه او و دیگر نامزدها را شکست داد.در انتخابات سراسری با ۶۱٪ آرا رقیب دمکرات خود را شکست داد و به عنوان سناتور برگزیده شد.